# Àcid glutacònic
L'àcid glutacònic és un compost orgànic amb fórmula HO₂CCH=CHCH₂CO₂H. Aquest àcid dicarboxílic existeix com a sòlid incolor i és relacionat amb la saturació química de l'àcid glutàric, HO₂CC(CH₂)₃CO₂H. Èsters i sals de l'àcid glutacònic són anomenats glutaconats.

## Composts relacionats
L'isòmer geomètric, àcid cis-glutacònic, té un punt de fusió sensiblement inferior (130–132 °C). Pot ser preparat per bromació de l'àcid levulínic seguit per tractament de la dibromocetona amb carbonat de potassi.

L'Anhídrid glutacònic, el qual es forma per deshidratació del diàcid, existeix principalment com el tautòmer del dicarbonil dins de solució. És un sòlid incolor que es fon a 77–82 °C. Qualsevol diàcid el cis o el trans pot servir per obtenir l'anhídrid: la forma trans isomeritza sota les condicions de reacció.

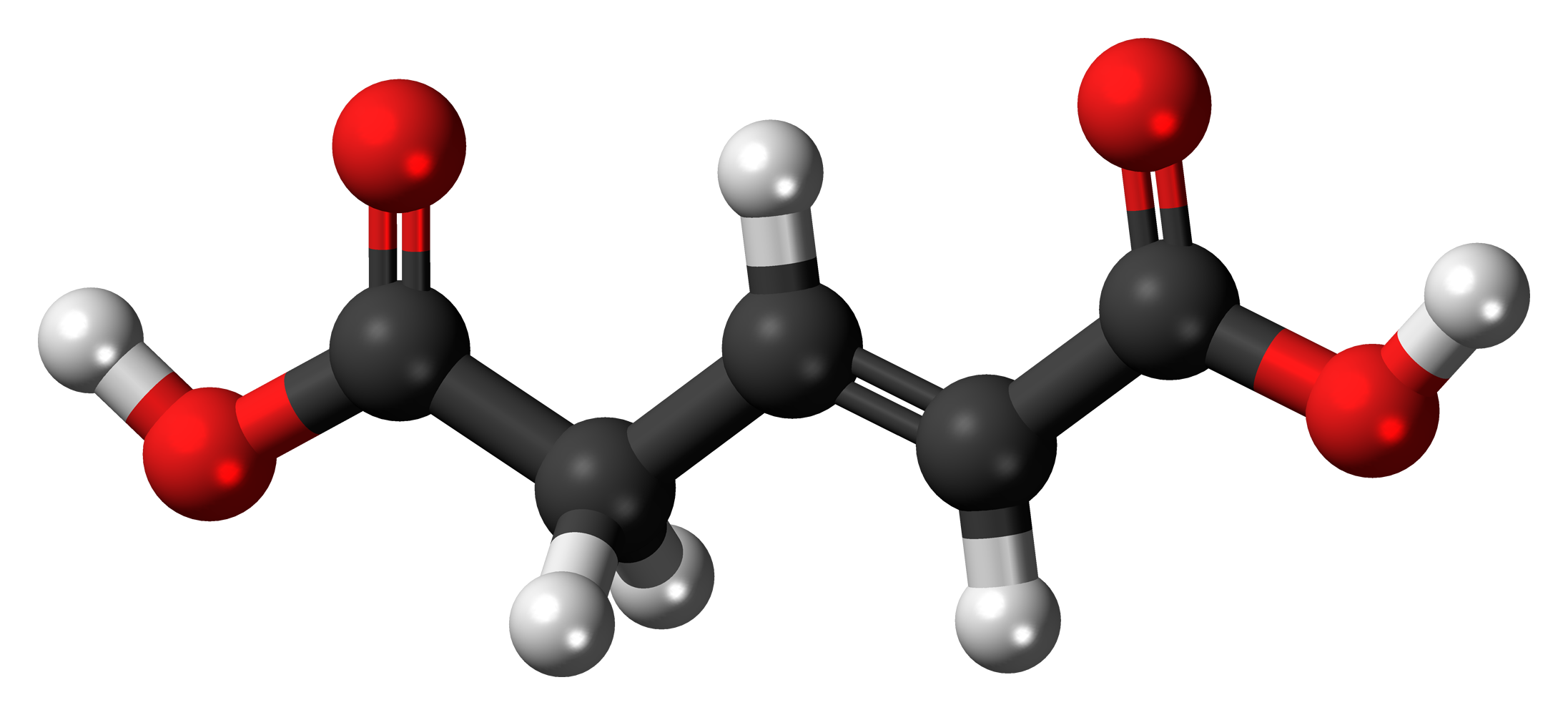
Isòmer Trans
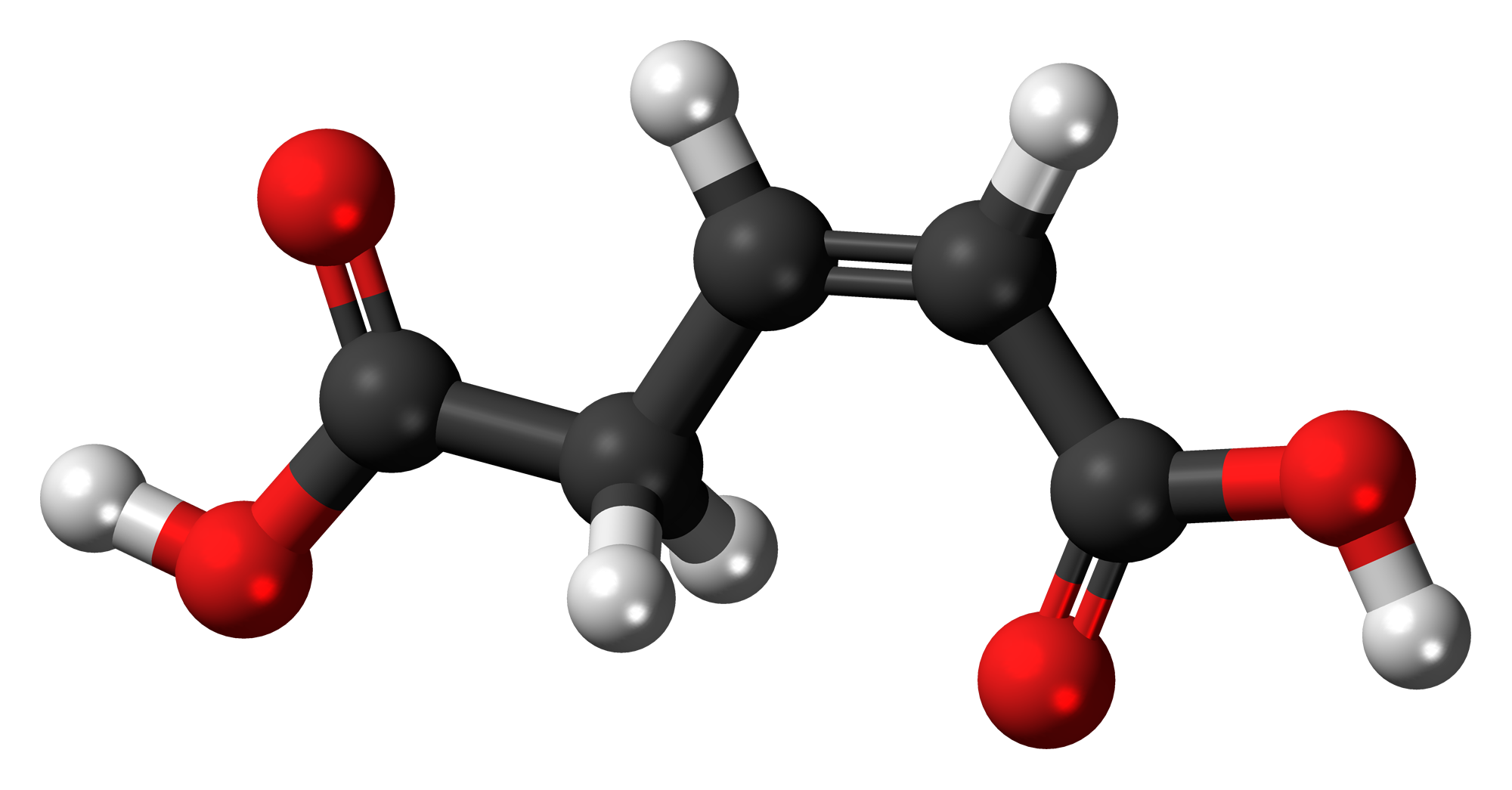
Isòmer Cis
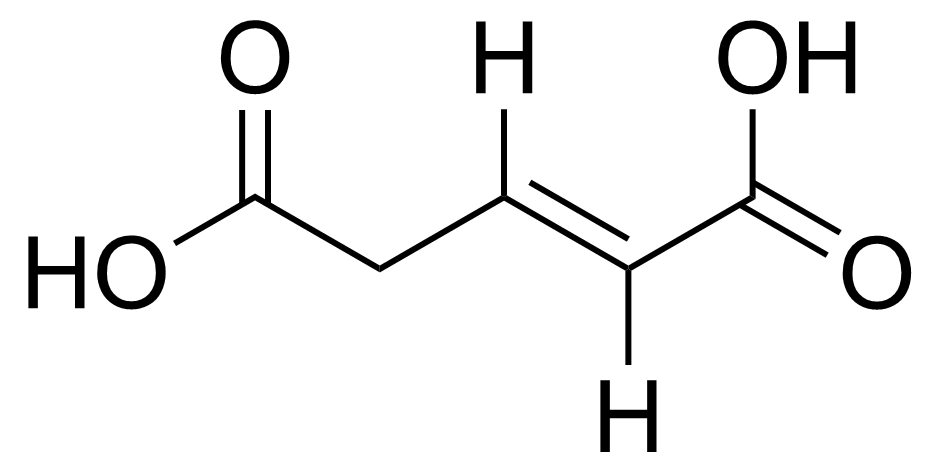
Isòmer Trans
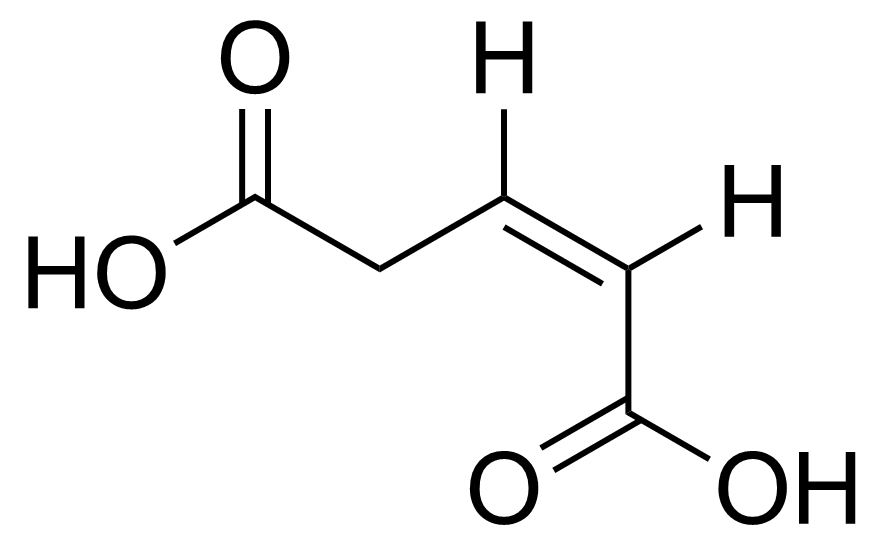
Isòmer Cis

## Aspectes mèdics
Els àcids Glutàric, 3-hidroxiglutàric, i el glutacònic són metabòlits estructuralment relacionats. En l'acidúria glutàrica tipus 1, l'àcid glutacònic s'acumula, ocasionant danys al cervell.